# 3335 Quanzhou
A 3335 Quanzhou (ideiglenes jelöléssel 1966 AA) a Naprendszer kisbolygóövében található aszteroida. A Bíbor-hegyi Obszervatórium fedezte fel 1966. január 1-én.